# Dubrovački dinar
Dubrovački dinar  je bio srebreni kovani novac, kojeg je kovala Dubrovačka Republika od 1337. do kraja 18. stoljeća, u četiri nominale kao dinar, poludinar, dinarić i poludinarić.

## Povijest
Dinar se počeo kovati 1337., kao kovanica od 1,951 grama, i čistoće srebra 916,67/1000. Vremenom mu je smanjivana masa i kvaliteta srebra. Dinar su u gornjim hrvatskim krajevima zvali poltura, po uzoru na sličnu ugarsku kovanicu. Vrijednost dinara kao i dinarića u odnosu na druge vrste dubrovačkih kovanica nije se mijenjala, dinar i dinarić vrijedili su 30 minci, a 1 perpera 12 dinara (ili dinarića).
Poludinar je kovan od 1370. do 1627., imao je promjer između 14 – 16 mm, i masu od 39,2 do 66,5 gr: Poludinar je kovan u nekoliko varijanti. Na aversu je bila glava sv. Vlaha i natpis "S. BLASIUS RAGUSII", a na reversu je bila glava Krista s natpisom "IESUS KRISTUS". Pred kraj njegova izdavanja to je bio naziv za kovanicu od 50 para.
Dinarić je bio prvi dubrovački novac, na kojem se nalazila godina kovanja. Izdavao se od 1626. do 1761. kao srebrena kovanica, promjera od 17 do 19 mm. Na aversu je bio sv. Vlaho, s maketom grada i biskupskim štapom, a okolo njega natpis - "S BLASIUS RAGVSII". Lijevo i desno od sveca bila je godina kovanja. Na reversu je bio lik Krista okruženog zvijezdama i natpisom "TVTA SALVS". Dinarić je vremenom gubio na vrijednosti, kako mu je opadala kvaliteta izrade i količina srebra.
Poludinarić je bio sitni bakreni novac, kovan od 1795. do 1796., promjera 21 – 22 mm. Na aversu je bio lik sv. Vlaha, oko njega natpis "PROT REIP RHACUSIM", a s desne strane godina kovanja. Na reversu se nalazio stojeći lik Isusa, koji blagoslivlja, s natpisom okolo njega "DEUS REFUGI ET VIRTUS". Na dnu se nalazila oznaka gravera.

## Vanjske poveznice
- Slike dubrovačkih Dinara i Dinarića  Arhivirana inačica izvorne stranice od 23. lipnja 2007. (Wayback Machine)